# Protanilla wallacei
Protanilla wallacei (лат.) — вид муравьёв рода Protanilla из подсемейства Leptanillinae (Formicidae). Эндемик острова Калимантан (Юго-Восточная Азия, Малайзийские штаты Сабах и Саравак). Мелкие желтовато-коричневые муравьи длиной 2—3 мм.

## Этимология
Назван в честь Альфреда Рассела Уоллеса, которого обычно считают основоположником биогеографии и который внёс вклад в изучение биоты Малайского архипелага, где обитает этот муравей. Видовой эпитет мужского рода в родительном падеже.

## Описание
Мелкие желтовато-коричневые муравьи длиной 2—3 мм. Каста рабочих P. wallacei чрезвычайно близка к касте P. lini, но отличается меньшими общими размерами и неувеличенным постпетиолярным узлов, при этом задний наклон постпетиолярного узла постепенный, а не резкий. Постпетиолярный индекс PPI имеет тенденцию быть больше у P. wallacei (x_ = 109), чем у P. lini (x_ = 100), но не может быть последовательно использован для различения этих двух видов. Все известные самки P. wallacei являются эргатоидными (Billen et al. 2013; Ito et al. 2022), тогда как у P. lini они представлены обычными самками с крыльями (Hsu et al. 2017). Усики 12-члениковые, усиковые валики отсутствуют, место прикрепления антенн открытое.
Боковые края головы сходятся спереди. Очертание наличника при виде спереди колокольчатое, сбоку приподнято над головой, сзади не приподнято над лбом; поверхность наличника плоская; передний край наличника слегка выемчатый, заднемедиальный край наличника выемчатый; срединный гребень на мезальной поверхности наличника виден снаружи. Верхняя губа видна при виде спереди; переднедорсальная вершина верхней губы вооружена тремя или четырьмя зубчатыми, похожими на колышки щетинками; вентральная сторона с покровом из полупрямых щетинок. Мандибулы удлинённые относительно головы (CI = 79—80), линейные, вершина загнута вниз дистально; вертикальная дорсальная пластинка отсутствует; латеродорсальная продольная бороздка присутствует; дорсомедиальный край мандибулы с одним рядом из ~ 12 зубчатых, колышковидных щетинок; латеральная поверхность мандибулы голая. Губной щупик 1-членистый. Передние тенториальные ямки слабые, расположены впереди валиков, не видны при анфасном виде. Постгенальный гребень полный. Скапус длинный (SL = 0,34—0,39 мм), немного заходит за затылочный край при втянутых антеннах. Жгутик субмониливидный; апикальный жгутикомер в 3 раза длиннее своей ширины. Переднеспинка шире среднеспинки при виде сверху, с выпуклыми боковыми краями. Среднеспинка узкая, с параллельными боковыми краями при виде сверху. Мезо-метаплевральный шов узкий латерально, шире вдоль дорсальной поверхности; ямчатовидный, с поперечными гребнями, более крупными и более широко расположенными вдоль дорсальной поверхности мезо-метаплевральнго шва; сзади отличается от метаплевральной впадины. Максимальная ширина метапектально-проподеального комплекса больше, чем у среднеспинки на дорсальном виде, слегка сужен спереди, задний контур выпуклый на виде в профиль. Булла большая, простирается вперёд до проподеального дыхальца. Проподеум закруглённый на виде в профиль. Тарсомеры длиннее своей ширины. Формула мезо- и метатибиальной шпоры 0,1p.
Петиоль сидячий. Абдоминальные сегменты II и III без сращения терготергального и стерностернального сегмента. Абдоминальный сегмент II немного длиннее своей ширины на виде сверху, с отчётливым дорсальным узлом, на виде в профиль передняя и задняя поверхности примерно одинаковой высоты; передняя поверхность петиолярного узла линейная на виде в профиль. Имеется субпетиолярный отросток, брюшной стернит II с вогнутостью позади субпетиолярного отростка, так что край брюшного стернита II на виде в профиль выемчатый. Длина II—III брюшных сегментов примерно одинаковая. Второй брюшной стернит не выступает дальше третьего брюшного стернита в сторону вентра. Третий брюшной сегмент немного шире своей длины на дорсальной поверхности (PPI = 105—113), с отчётливым дорсальным узлом; в профиль передняя поверхность дорсального узла резко вертикальная и выпуклая, задняя поверхность пологая. Постпетиолус с отчётливым тергостернальным швом. Третий-четвертый брюшные сегменты разделены выраженной перетяжкой, с отчётливыми пресклеритами брюшного сегмента IV; претергит IV плоский в профиль, короче престернита IV; престернит IV слегка выпуклый в профиль. Передний край посттергита брюшка IV неглубоко выемчатый на дорсальной поверхности. Очертание постпетиолярного узла трапециевидное на дорсальной поверхности, углы закруглённые, слегка суженные кпереди. Окраска одноцветная. Опушение из суботстоящих до отстоящих щетинок; длина щетинок различная.
В 2013 году у вида Protanilla wallacei обнаружено 26 экзокринных желёз, включая 6 новых для муравьёв, в том числе 5 новых для общественных насекомых.

## Таксономия
Protanilla wallacei впервые появился в научном упоминании как nomen nudum в 1990 году в фундаментальном труде «The Ants» Холлдоблера и Уилсона (1990: page 592; Fig. 16—18), причём название предположительно находилось в описании австралийского мирмеколога Роберта В. Тейлора (Robert W. Taylor) на основе материала из Сабаха. Однако, такое описание не появилось. Экземпляр CASENT0842699 был идентифицирован как P. wallacei Барри Болтоном со ссылкой на «типовой» материал в описании Тейлора, который на основе этикетки паратипа, назначенной Тейлором, включал CASENT0902782. Биллен и соавторы (2013) описали железистый комплект образцов с полуострова Малайзия, который был отнесён Тейлором к этому nomen nudum, в то время как Ито и др. (2022) сообщили о поведенческих наблюдениях образцов из той же серии, ссылаясь на этот вид как Protanilla sp. В 2024 году Protanilla wallacei представлен как доступное название, описанное на основе образцов рабочих из Сабаха. Судя по Биллену и др. (2013: рис. 5E), серия, упомянутая в этом исследовании и в работе Ito et al. (2022), соответствует диагнозу P. wallacei, данному в 2024 году. Неидентифицированные представители Protanilla, который был единственным представителем Leptanillinae в филогеномных анализах Branstetter et al. (2017) (CASENT0634862), в 2024 году был идентифицирован как P. wallacei.
Protanilla wallacei и P. lini обнаружены как сестринские таксоны в выборке филогеномного вывода со всего географического ареала последнего вида (личное наблюдение). Protanilla lini распространена по всему Тайваню и островам Рюкю, тогда как образцы P. wallacei, изученные в исследовании 2024 года, происходят из региона Сундаланд. Это допускает возможность того, что эти предполагаемые виды являются популяциями с крайних концов непрерывной полосы метапопуляций, простирающейся по всей Юго-Восточной Азии. Дальнейший отбор проб в материковой части Юго-Восточной Азии может взаимно стереть морфометрические различия между этими видами и с другими членами комплекса видов Protanilla lini.
Protanilla wallacei вместе с видами P. beijingensis, P. flamma и P. lini включён в видовой комплекс Protanilla lini из видовой группы Protanilla rafflesi.

## Распространение
Юго-Восточная Азия, Малайзия: штаты Сабах и Саравак (остров Калимантан).